# Ceva Santé animale
Pour les articles homonymes, voir Ceva (homonymie).
Ceva Santé animale est une société pharmaceutique vétérinaire multinationale, créée en 1999, dont le siège est à Libourne en Gironde. Ceva produit des médicaments, des vaccins ainsi que des équipements et fournit des services pour les animaux d'élevage (ruminants, porcs, volailles) et les animaux de compagnie. En 2019, ce groupe affirme être numéro 5 mondial et premier français dans son domaine, avec un chiffre d'affaires de 1,2 milliard d'euros dans 110 pays où il emploie plus de 5 000 personnes. En France, Ceva est présent dans le Sud Ouest et le Grand Ouest avec 6 sites de production et de recherche : à Libourne (siège social et usine de production pharmaceutique), à Laval (Ceva Laval Campus - ex. Sogeval), à Angers (Ceva Descac Campus et Ceva Biovac Campus), Landivisiau (Ceva Ecat-iD Campus) et à Loudéac (usine de production pharmaceutique). 
Ceva a été épinglé pour s'être fourni en gonadotrophine chorionique équine dans les fermes à sang de la société Syntex, en Amérique du Sud, accusée de lourdes maltraitances sur les juments poulinières fournisseuses.

## Histoire
Ce groupe était jusqu'en 1999 une filiale de Sanofi Aventis. Ceva Santé Animale voit le jour à la suite du rachat de la branche santé animale du groupe Sanofi par le biais d’un premier LBO (Leveraged Buyout). En 2007, lors du troisième LBO, les managers et les salariés acquièrent la majorité du capital. En 2020, selon La Tribune, Ceva est leader français et numéro 5 mondial grâce à une stratégie de croissance interne et par acquisition, avec une présence dans 110 pays. Son chiffre d'affaires est de 765 515 000 d’euros en 2021. 
Cevac fait l'acquisition de nombreuses sociétés durant les années 2010, dont IDT Biologika Gmbh (Allemagne en 2019), Hertape Saude Animale Ltda. et Inova Biotecnologia Saude Animale Ltda (Brésil en 2016), Biovac (France en 2016, iD Projects à Landivisiau (France en 2016), Polchem (Inde en 2015), Sogeval à Laval (France en 2013), Vetech Laboratories Inc. (Canada en 2011), Summit VetPharm (USA en 2010), Biomune (USA en 2005).
En 2023, Ceva construit, dans le Sud Ouest, sa plus grande plateforme logistique en Europe,, à Montpon-Menestérol. 

## Gouvernance
Le siège est à Libourne, en Gironde. Depuis 2009, Ceva Santé Animale est présidée par un vétérinaire, Marc Prikazsky. Son comité exécutif est essentiellement composé de docteurs vétérinaires, de biologistes et de biochimistes. En 2007, les cadres de l'entreprise deviennent les actionnaires majoritaires du groupe. Position confirmée en 2020 à l'occasion de son 5e LBO qui a entraîné une recomposition du capital avec l'arrivée de nouveaux actionnaires.

## Produits
Le groupe commercialise des produits de santé vétérinaires destinés aux ruminants, volailles, porcs et animaux de compagnie. Il s'occupe également des zoonoses.

## Partenariats et engagements caritatifs
Wageningen Bioveterinary Research (WBVR) et Ceva annoncent en 2018 une nouvelle collaboration visant à développer des vaccins vétérinaires pour le contrôle des maladies infectieuses d’origine animale (ré)émergentes, telles que la fièvre de la Vallée du Rift ou la grippe.
La filiale australienne de Ceva relance en 2015 la fabrication d’un antibiotique pour sauver les koalas menacés par la chlamydiose, une maladie sexuellement transmissible entraînant l’infertilité, la cécité et même la mort.
Ceva obtient en 2015 une subvention de la Bill & Melinda Gates Foundation pour former des vétérinaires et renforcer la production laitière et avicole, au Bangladesh et au Burkina Faso. Ces projets visent à aider les éleveurs, à améliorer la santé et la productivité de leurs élevages, et contribuent à l’autonomie alimentaire des populations de ces pays en développement.
Ceva parraine en 2010 l’International Association of Human-Animal Interaction Organizations (IAHAIO), le plus grand forum mondial de promotion des bienfaits des interactions homme-animal dans le domaine des sciences, de la recherche, ou de l’éducation.

## Affaires avec les fermes à sang
Ceva a financé plusieurs études de l'effet de l'hormone gonadotrophine chorionique équine (ou eCG) sur la productivité des animaux de rente,, dont une à l'école nationale vétérinaire d'Alfort en 2001. Les produits concernés sont commercialisés sous les noms de « Fertipig » en porcins,,, et « Syncro Part », ou Syncrostim en bovins.
D'après une enquête publiée par la journaliste française Sarah Finger dans Libération, l'hormone nécessaire à la production est achetée par CEVA dans les fermes à sang de la société Syntex, accusée de cruauté envers les animaux, entre autres, par les ONG Eyes on Animals (Pays-Bas), Tierschutzbund Zurich (TSB - Suisse), Animal Welfare Foundation (AWF - Allemagne), et Welfarm (France).
Pierre Revel-Mouroz, directeur général délégué chargé de l’audit à Ceva Santé Animale, alerté dès 2015, a justifié ce choix par « l'absence de détection d'anomalies dans la ferme où le laboratoire s'approvisionne »,. D'après Sarah Finger, Ceva continuait de se fournir chez Syntex mi-juillet 2018, malgré des alertes répétées : son article dénonce une « inertie coupable »,. Le 25 juillet 2018, Ceva annonce l'ouverture d'une enquête de vérification de la qualité de vie des juments concernées. Le 3 août 2018, le laboratoire indique (sur son site) renoncer à se fournir en Amérique du Sud,. Le 16 décembre 2018, le collectif Boucherie Abolition publie un article accusant la multinationale « d'orchestrer un zoocide mondial ».
L'association Welfarm rencontre Ceva en septembre 2018 : le laboratoire annonce rechercher un nouveau fournisseur d'eCG, et travailler au développement d'une alternative synthétique. Le 16 septembre 2019, sa filiale brésilienne annonce avoir développé un protocole alternatif sans hormone eCG, avec d'excellents résultats sur le terrain. Cependant, d'après une nouvelle enquête de Welfarm publiée en 2021, le laboratoire s'approvisionne désormais en Islande, où des maltraitances de juments sont également perpétrées.